# Långholmen (vid Kasnäs, Kimitoön)
Långholmen är en ö i Finland. Den ligger i Skärgårdshavet vid Kasnäs i kommunen Kimitoön i landskapet Egentliga Finland, i den sydvästra delen av landet. Ön ligger omkring 61 kilometer söder om Åbo och omkring 140 kilometer väster om Helsingfors.
Öns area är 11,4 hektar och dess största längd är 0,7 kilometer i öst-västlig riktning. Ön höjer sig omkring 15 meter över havsytan.